# Linia 4 metra w Barcelonie
Linia 4 - linia metra w Barcelonie, o długości 16,7 km i 22 stacjach.